# Call the Man
Pistes de Falling into You
River Deep, Mountains High Fly
Call the Man est une chanson de Céline Dion qui se trouve sur son album Falling into You, sortie comme cinquième extrait en Europe en juin 1997.
La chanson a été écrite par Andy Hill et Peter Sinfield, déjà auteurs du succès Think Twice, et produite par Jim Steinman qui a également produit le succès It's All Coming Back To Me Now.
Le vidéoclip a été réalisé par Greg Masuak et sera diffusé à partir de juin 1997. Il contient des images des clips de Je sais pas et Next Plane Out.
Au Royaume-Uni, la chanson débute en 11e position et passe 10 semaines dans les charts. La chanson se classe top 10 en Irlande.
Elle interprètera cette chanson pendant la tournée Falling into You Tour.

## Charts mondiaux
| Pays              | Meilleure Position |
| ----------------- | ------------------ |
| Argentine         | 96                 |
| Belgique Flanders | 45                 |
| Belgique Wallonie | 26                 |
| Irlande           | 8                  |
| Pays-Bas          | 69                 |
| Royaume-Uni       | 11                 |